# Station Köln Messe/Deutz
Station Köln Messe/Deutz (Duits: Bahnhof Köln Messe/Deutz) is een spoorwegstation in het stadsdeel Deutz van de Duitse stad Keulen. Het station behoort tot de Duitse stationscategorie 1. Köln Messe/Deutz is een kruisingsstation met twee sporen op het onderste (twee perrons met twee sporen: 11 en 12) en acht op het bovenste niveau (vier perrons met elk twee sporen: 1 en 2, 4 en 5, 7 en 8 en S-Bahn 9 en 10). Het station is gelegen aan de lijnen Keulen - Hamm, Keulen - Duisburg, Köln Hbf - Köln Messe/Deutz, Köln-Mülheim - Köln-Kalk en Keulen - Gießen.
Onder de naam Köln Messe/Deutz is het ook een metrostation van de Stadtbahn van Keulen, op straat rijdt hier de lijnen 3 en 4 en in de metrotunnel eronder de lijnen 1 en 9.

## Geschiedenis

### Voorgangers
Het huidige station Keulen Messe/Deutz ontstond uit verschillende voorgangers uit 1845 en werd in zijn basisstructuur geopend op 11 november 1913. Het verving geleidelijk de vier passagiersstations van de concurrerende spoorwegmaatschappijen Köln-Mindener Eisenbahn-Gesellschaft (CME) en Bergisch-Märkische Eisenbahn-Gesellschaft (BME). Tot 1888 was Deutz een zelfstandige gemeente, alvorens het bij Keulen ingelijfd werd. 
In afwachting van een brug over de Rijn of op zijn minst een stoomveer over de Rijn naar het tegenovergelegen station Trankgasse met verbindingen naar Aken en Antwerpen, werd op 20 december 1845 een eindstation van de CME gebouwd als beginpunt van de lijn naar Düsseldorf ten zuidwesten van het huidige station bij de Rijn. Op oude plattegronden zijn nog twee doorgaande sporen naar de Rijn te herkennen. De lijn werd later verlengd via Duisburg en Dortmund naar Minden en aangesloten op een lijn naar Berlijn.
In 1859 werd het station ook het beginpunt van de in aanbouw zijnde spoorweg Deutz-Gießen. Tegelijkertijd werd de eerste vaste brug over de Rijn sinds de Romeinse tijd, de Dombrücke, gebouwd tussen Deutz en Keulen om de spoorlijnen op de rechter- en linkeroever van de Rijn met elkaar te verbinden. De oude stationsfaciliteiten werden uitgebreid en er werden doorgaande perrons toegevoegd langs de nieuwe lijn. Passagierstreinen stopten op het eindstation Deutz, terwijl interregionale koeriers- en sneltreinen doorreden naar het centraal station van Keulen.
Op 1 oktober 1886 werden de perrons van het in 1845 gebouwde eindstation Keulen-Minden gesloten en werden passagierstreinen omgeleid naar het station Bergisch-Märkische Schiffbrücke. Tot de herinrichting van de Deutz-spoorweginstallaties, met name de bouw van het rangeer- en opstelterrein Deutzerfeld tussen 1911 en 1913, werd het oude eindstation voornamelijk gebruikt als goederenstation.

### Nieuwe station
Het nieuwe station, ontworpen door Karl Biecker en Hugo Röttcher, werd in 1913 geopend. In hetzelfde jaar, na de nationalisatie van de spoorwegen (Pruisische Staatsspoorwegen, PSE), werden de Bergisch-Märkische stations Deutzer Feld en Schiffbrücke ook ontmanteld en hun lijnen verbonden met het nieuwe Deutzer Hauptbahnhof. Het voormalige station “Deutzer Feld”, soms ook Deutz-Nord genoemd, bevond zich in het gebied dat later de beurs van Keulen werd (nu het RTL-gebouw), terwijl het station Schiffbrücke, ook bekend als Brückenbahnhof, zich aan de Rijn bij de schipbrug naar Keulen bevond. De naam “Deutzer Feld” werd later verplaatst naar het rangeer- en opstelterrein Keulen-Deutzerfeld verder naar het oosten.

### Nazitijd en Tweede Wereldoorlog
Tijdens de nazitijd werden bijna alle joden die in Keulen woonden gedeporteerd via het treinstation Deutz-Tief. Het eerste transport vertrok hiervandaan in oktober 1941 en het laatst bekende transport ging op 1 oktober 1944 naar concentratiekamp Theresienstadt. De tentoonstellingshallen werden gebruikt als verzamelcentra.
De driebeukige perronhal van ijzeren en glazen elementen, die tijdens de Tweede Wereldoorlog werd verwoest, werd na de oorlog vervangen door betonnen perronoverkappingen. Delen van de tunnels en het hele stationsplein (Ottoplatz) staan op de monumentenlijst van de stad Keulen.

### Uitbouw tot ICE-station
Vanaf 1988 ontwikkelde de stad Keulen concepten voor de reorganisatie van het ICE-verkeer in de regio Keulen als onderdeel van de geplande hogesnelheidslijn naar Frankfurt. De kern van de plannen was het gebruik van het station Keulen-Deutz als ICE-station.
In 1996 werd besloten het station Deutz te ontwikkelen tot een Intercity Express-station; eind 1997 bepaalde Deutsche Bahn het tracé van enkele nieuwe ICE-lijnen van de geplande hogesnelheidslijn Keulen-Rijn/Main via het station Deutz. In december 1997 besloot de directie van Deutsche Bahn het station in verschillende fasen uit te breiden.
Toen koelnmesse in 1998 ook besloot om een nieuw gebouw voor zijn administratie te bouwen, werd in 1999 een publiek-private samenwerking opgericht met deelname van DB Station&Service, de stad en koelnmesse.
Medio 1999 werden 57 voorstellen ingediend voor een internationale architectuurwedstrijd voor de ICE-terminal Keulen-Messe/Deutz. Er moest rekening worden gehouden met zowel stedenbouwkundige als vervoersaspecten. Acht deelnemers werden geselecteerd voor de laatste ronde. Het te ontwerpen gebied besloeg 22 hectare en 150.000 vierkante meter bruikbare ruimte. De geplande maatregelen omvatten ook een uitbreiding en aanpassing van de twee ondergrondse perrons voor ICE-verkeer en de dubbelsporige uitbreiding van de aanlooplijn. Een uitbreiding tot vier ICE-perrons werd overwogen. Er was ook een 800 meter lange overdekte loopbrug gepland die het station met het Hauptbahnhof zou verbinden. Dit proces, dat gezamenlijk werd uitgevoerd door DB, de stad Keulen en KölnMesse, werd in 2000 afgerond. De procedure voor de goedkeuring van de uitbreiding werd in oktober 2000 gestart. De geplande kosten voor het totale concept van 140 miljoen Duitse mark werden opgebracht door Deutsche Bahn, de stad Keulen en het beursbedrijf. Een glazen dak met een randlengte van 120 meter, dat het hele station zou overspannen, zou nog eens 40 miljoen DM kosten.
Op 8 november 2001 begonnen de voorbereidende bouwwerkzaamheden voor de modernisering van de ondergrondse perrons 11 en 12. Vanaf de ingebruikname van de nieuwe lijn (december 2002) zou één trein per uur en per richting via de gerenoveerde voorziening het Hauptbahnhof kunnen passeren. Later zou dit aantal worden verhoogd naar drie tot vier. Er werd 10,9 miljoen euro geïnvesteerd in de modernisering van de twee buitenste perrons van het ondergrondse station en andere maatregelen.
Het station heette tot 11 december 2004 Köln-Deutz, maar werd toen hernoemd op verzoek van koelnmesse, waarvan het terrein direct naast het station ligt. De kosten hiervoor werden gedragen door koelnmesse, die hoopte dat de hernoeming een marketingeffect zou hebben. Sinds 3 november 2006 is de beurs direct verbonden met het station via de nieuw gebouwde zuidelijke ingang.

## Regionale functie
Het station Keulen Messe/Deutz is een knooppunt van RegionalExpress-, RegionalBahn- en S-Bahn-lijnen.
| Serie      | Treinsoort                          | Route | Bijzonderheden                                                                                          |
| ---------- | ----------------------------------- | --- | --- |
| RE 1 (RRX) | Regional-Express (National Express) | Aachen Hbf – Stolberg (Rheinl) Hbf – Eschweiler Hbf – Düren – Köln Hbf – Köln Messe/Deutz – Düsseldorf Hbf – Duisburg Hbf – Essen Hbf – Dortmund Hbf – Hamm (Westf)                                | NRW-Express                                                                                             |
| RE 5 (RRX) | Regional-Express (National Express) | Wesel – Oberhausen Hbf – Duisburg Hbf – Düsseldorf Hbf – Köln Messe/Deutz – Köln Hbf – Bonn Hbf – Remagen – Andernach – Koblenz Hbf                                                                | Rhein-Express                                                                                           |
| RE 6 (RRX) | Regional-Express (National Express) | Köln/Bonn Luchthaven – Köln Messe/Deutz – Köln Hbf – Neuss Hbf – Düsseldorf Hbf – Duisburg Hbf – Essen Hbf – Bochum Hbf – Dortmund Hbf – Hamm Hbf – Gütersloh Hbf – Bielefeld Hbf – Minden (Westf) | Rhein-Weser-Express                                                                                     |
| RE 7       | Regional-Express (National Express) | Rheine – Münster (Westf) Hbf – Hamm (Westf) – Hagen Hbf – Wuppertal Hbf – Solingen Hbf – Köln Messe/Deutz – Köln Hbf – Neuss Hbf – Krefeld Hbf                                                     | Rhein-Münsterland-Express                                                                               |
| RE 8       | Regional-Express (DB Regio NRW)     | Mönchengladbach Hbf – Rheydt Hbf – Grevenbroich – Köln Hbf – Köln Messe/Deutz – Porz (Rhein) – Bonn-Beuel – Unkel – Koblenz Hbf                                                                    | Rhein-Erft-Express                                                                                      |
| RE 9       | Regional-Express (DB Regio NRW)     | Aachen Hbf – Stolberg (Rheinl) Hbf – Eschweiler Hbf – Düren – Köln Hbf – Köln Messe/Deutz – Siegburg/Bonn – Hennef (Sieg) – Eitorf – Siegen                                                        | Rhein-Sieg-Express                                                                                      |
| RE 12      | Regional-Express (DB Regio NRW)     | Köln Messe/Deutz – Köln Hbf – Erftstadt – Euskirchen – Nettersheim – Jünkerath – Gerolstein – Bitburg-Erdorf – Trier Hbf                                                                           | Eifel-Mosel-Express Enkele treinen per dag                                                              |
| RE 22      | Regional-Express (DB Regio NRW)     | Köln Messe/Deutz – Köln Hbf – Erftstadt – Euskirchen – Nettersheim – Jünkerath – Gerolstein | Eifel-Express                                                                                           |
| RB 24      | Regionalbahn (DB Regio NRW)         | Köln Messe/Deutz – Köln Hbf – Erftstadt – Euskirchen – Nettersheim – Jünkerath – Gerolstein | Eifel-Bahn                                                                                              |
| RB 25      | Regionalbahn (DB Regio NRW)         | Köln Hansaring – Köln Hbf – Köln Messe/Deutz – Rösrath – Overath – Dieringhausen – Gummersbach – Meinerzhagen – Brügge (Westf) – Lüdenscheid                                                       | Oberbergische Bahn Köln-Engelskirchen 2x per uur, 1x per uur van/naar Lüdenscheid                       |
| RB 26      | Regionalbahn (Trans regio)          | Köln Messe/Deutz – Köln Hbf – Brühl – Bonn Hbf – Bonn-Bad Godesberg – Rolandseck – Remagen – Andernach – Koblenz Hbf – Boppard Hbf – Oberwesel – Bingen (Rhein) Hbf – Ingelheim – Mainz Hbf        | MittelrheinBahn                                                                                         |
| RB 27      | Regionalbahn (DB Regio Südwest)     | Mönchengladbach Hbf – Rheydt Hbf – Rommerskirchen – Köln Hbf – Köln Messe/Deutz – Troisdorf – Bonn-Oberkassel – Bad Honnef (Rhein) – Erpel (Rhein) – Koblenz Hbf                                   | Rhein-Erft-Bahn                                                                                         |
| RB 38      | Regionalbahn (DB Regio NRW)         | Köln Messe/Deutz – Köln Hbf – Quadrath-Ichendorf – Bergheim (Erft) – Bedburg (Erft) | Erft-Bahn                                                                                               |
| RB 48      | Regionalbahn (National Express)     | Wuppertal-Oberbarmen – Wuppertal Hbf – Solingen Hbf – Köln Messe/Deutz – Köln Hbf – (Brühl – Bonn Hbf – Bonn-Bad Godesberg – Bonn-Mehlem)                                                          | Rhein-Wupper-Bahn 2x per uur Wuppertal-Köln, 1x per uur van/naar Bonn-Mehlem                            |
| S 6        | S-Bahn (DB Regio NRW)               | Köln-Worringen – Köln-Nippes – Köln Hbf – Köln Messe/Deutz – Langenfeld (Rhld) – Düsseldorf-Benrath – Düsseldorf Hbf – Ratingen Ost – Essen Hbf                                                    | Dienstregeling S6 geldig vanaf 10-12-2023                                                               |
| S 11       | S-Bahn (DB Regio NRW)               | Düsseldorf Luchthaven Terminal – Düsseldorf Hbf – Neuss Hbf – Norf – Nievenheim – Dormagen – Köln Hbf – Köln Messe/Deutz – Bergisch Gladbach                                                       | Dienstregeling S11 geldig vanaf 10-12-2023                                                              |
| S 12       | S-Bahn (DB Regio NRW)               | Horrem – Köln-Ehrenfeld – Köln Hbf – Köln Messe/Deutz – Porz-Wahn – Troisdorf – Siegburg/Bonn – Hennef (Sieg) – Eitorf – Au (Sieg)                                                                 | Dienstregeling S12 geldig vanaf 10-12-2023                                                              |
| S 19       | S-Bahn (DB Regio NRW)               | (Aachen Hbf – ) Düren – Horrem – Köln-Ehrenfeld – Köln Hbf – Köln Messe/Deutz – Köln/Bonn Luchthaven – Troisdorf – Siegburg/Bonn – Hennef (Sieg) – Eitorf – Au (Sieg)                              | Rijdt alleen twee keer per nacht tussen Aachen Hbf en Düren. Dienstregeling S19 geldig vanaf 10-12-2023 |

## Stadtbahnlijnen

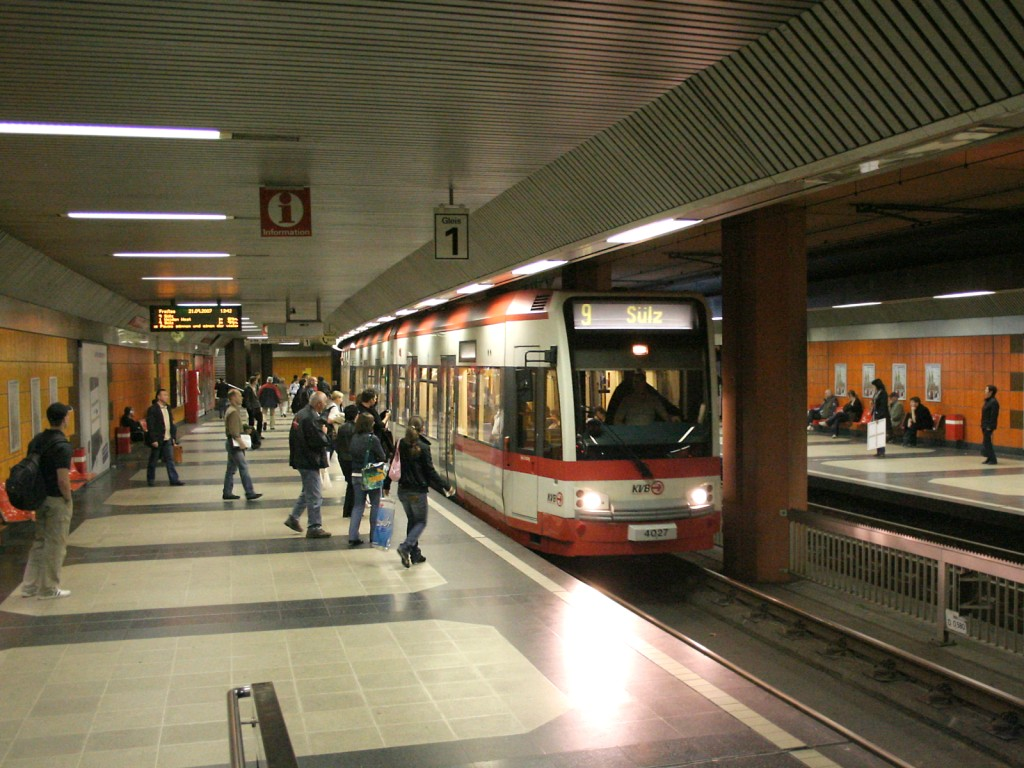
Metrostation Messe/Deutz van de Stadtbahn van Keulen

|   | Route | Lengte                    | Gem. snelheid                 | Afstand tussen haltes |
| - | --- | ------------------------- | ----------------------------- | --------------------- |
| 1 | Weiden West − Junkersdorf − RheinEnergieStadion − Neumarkt − Messe/Deutz − Kalk − Brück − Bensberg Junkersdorf-Brück in de spits elke 5 Minuten | 26,5 km 19,9 km in Keulen | 28,9 km/h 27,1 km/h in Keulen | 736 m 710 m in Keulen |
| 3 | Mengenich − Bocklemünd − Bf Ehrenfeld − Bf West − Friesenplatz − Neumarkt − Messe/Deutz − Holweide − Thielenbruch Buiten de spits tot Holweide  | 21,5 km                   | 26,3 km/h                     | 717 m                 |
| 4 | Bocklemünd − Bickendorf − Bf Ehrenfeld − Bf West − Friesenplatz − Neumarkt − Messe/Deutz − Schlebusch 's avonds vanaf Bickendorf                | 21,7 km                   | 28,3 km/h                     | 775 m                 |
| 9 | Sülz − Universität − Bf Süd − Neumarkt − Messe/Deutz − Kalk − Vingst − Königsforst op schooldagen elke 5 minuten Universität − Messe/Deutz      | 16,0 km                   | 25,9 km/h                     | 727 m                 |

0,0: Köln Messe/Deutz ·
4,1: Köln-Buchforst ·
3,8: Köln-Mülheim ·
11,7: Leverkusen Mitte ·
28,5: Düsseldorf-Benrath ·
39,5: Düsseldorf Hbf ·
47,7: Düsseldorf Flughafen ·
49,2: Kalkum ·
63,1: Duisburg Hbf ·
70,7: Oberhausen Hbf ·
75,2: Essen-Frintrop ·
76,0: Essen-Dellwig ·
80,0: Station Essen-Bergeborbeck ·
82,1: Station Essen-Altenessen ·
85,1: Essen-Zollverein Nord ·
89,1: Gelsenkirchen Hbf ·
94,5: Wanne-Eickel Hbf ·
98,4: Herne ·
105,3: Castrop-Rauxel Hbf ·
110,3: Dortmund-Mengede ·
117,0: Dortmund Gbf ·
119,5: Dortmund Hbf ·
121,8: Dortmund Bbf ·
125,4: Dortmund-Scharnhorst ·
126,4: Dortmund-Flughafen ·
129,4: Dortmund-Kurl ·
131,6: Kamen-Methler ·
135,5: Kamen ·
142,0: Nordbögge ·
150,7: Hamm (Westf)
0,0: Köln Messe/Deutz ·
Köln Trimbornstraße ·
2,4: Köln-Kalk ·
Köln Airport-Businesspark ·
7,2: Porz-Gremberghoven ·
Köln Steinstraße ·
9,6: Porz (Rhein) ·
12,4: Porz-Wahn ·
16,9: Spich ·
19,7: Troisdorf ·
24,3: Siegburg/Bonn ·
30,8: Hennef (Sieg) ·
32,7: Hennef im Siegbogen ·
35,3: Blankenberg (Sieg) ·
38,4: Merten (Sieg) ·
43,0: Eitorf ·
49,8: Herchen ·
55,0: Dattenfeld (Sieg) ·
58,3: Schladern (Sieg) ·
60,1: Rosbach (Sieg) ·
64,8: Au (Sieg) ·
66,5: Opperzau ·
67,3: Etzbach ·
71,3: Wissen (Sieg) ·
73,3: Kleehahn ·
75,3: Niederhövels ·
79,7: Scheuerfeld (Sieg) ·
83,0: Betzdorf (Sieg) ·
84,7: Grünebacherhütte ·
85,7: Grünebach Ort ·
86,9: Sassenroth ·
88,0: Königsstollen ·
90,1: Herdorf ·
91,5: Struthütten ·
92,9: Altenseelbach ·
93,9: Neunkirchen (Siegen) ·
95,4: Zeppenfeld ·
96,8: Wiederstein ·
98,9: Wahlbach (Siegen) ·
100,9: Burbach (Siegen) ·
104,7: Würgendorf Ort ·
105,9: Würgendorf ·
109,0: Holzhausen (Siegen) ·
111,3: Niederdresselndorf ·
116,3: Allendorf (Dillkreis) ·
117,3: Haiger Obertor ·
119,3: Haiger ·
121,4: Sechshelden ·
125,0: Dillenburg ·
127,1: Niederscheld (Dillkreis) ·
129,0: Burg (Dillkreis) ·
130,8: Herborn (Dillkreis) ·
135,0: Sinn ·
137,1: Edingen (Wetzlar) ·
139,4: Katzenfurt ·
143,5: Ehringshausen (Wetzlar) ·
146,0: Werdorf ·
149,4: Aßlar ·
153,4: Wetzlar ·
160,6: Dutenhofen ·
166,0: Gießen
0,0: Köln Hbf ·
1,1: Köln Messe/Deutz ·
4,1: Köln-Buchforst ·
5,0: Köln-Mülheim ·
7,5: Köln-Stammheim ·
9,4: Bayerwerk ·
11,7: Leverkusen Mitte ·
13,3: Leverkusen-Küppersteg ·
16,1: Leverkusen-Rheindorf ·
20,2: Langenfeld (Rhld) ·
22,7: Langenfeld (Rhld)-Berghausen ·
24,7: Düsseldorf-Hellerhof ·
26,0: Düsseldorf-Garath ·
28,5: Düsseldorf-Benrath ·
31,0: Düsseldorf-Reisholz ·
33,5: Düsseldorf-Eller Süd ·
39,5: Düsseldorf Hbf ·
46,0: Düsseldorf-Unterrath ·
47,7: Düsseldorf Flughafen ·
49,2: Kalkum ·
52,1: Angermund ·
53,8: Duisburg-Rahm ·
55,8: Duisburg-Großenbaum ·
57,8: Duisburg-Buchholz ·
60,0: Duisburg Schlenk ·
63,1: Duisburg Hbf
Düren ·
Merzenich ·
Buir ·
Sindorf ·
Horrem ·
Frechen-Königsdorf ·
Köln-Weiden West ·
Köln-Lövenich ·
Köln-Müngersdorf Technologiepark ·
Köln-Ehrenfeld ·
Köln Hansaring ·
Köln Hbf ·
Köln Messe/Deutz ·
Köln Trimbornstr ·
Köln Airport Businesspark ·
Köln Steinstraße ·
Porz (Rhein) ·
Porz-Wahn ·
Spich ·
Troisdorf ·
Siegburg/Bonn ·
Hennef (Sieg) ·
Hennef im Siegbogen ·
Blankenberg (Sieg) ·
Merten (Sieg) ·
Eitorf ·
Herchen ·
Dattenfeld ·
Schladern (Sieg) ·
Rosbach (Sieg) ·
Au (Sieg)
Essen Hbf ·
Essen Süd ·
Essen Stadtwald ·
Essen-Hügel ·
Essen-Werden ·
Kettwig ·
Kettwig Stausee ·
Hösel ·
Ratingen Ost ·
Düsseldorf-Rath ·
Düsseldorf-Rath Mitte ·
Düsseldorf-Derendorf ·
Düsseldorf Zoo ·
Düsseldorf Wehrhahn ·
Düsseldorf Hbf ·
Düsseldorf Volksgarten ·
Düsseldorf-Oberbilk ·
Düsseldorf-Eller Süd ·
Düsseldorf-Reisholz ·
Düsseldorf-Benrath ·
Düsseldorf-Garath ·
Düsseldorf-Hellerhof ·
Langenfeld-Berghausen ·
Langenfeld (Rheinland) ·
Leverkusen-Rheindorf ·
Leverkusen-Küppersteg ·
Leverkusen Mitte ·
Bayerwerk ·
Köln-Stammheim ·
Köln-Mülheim ·
Köln-Buchforst ·
Köln Messe/Deutz ·
Köln Hbf ·
Köln Hansaring ·
Köln-Nippes